# A magyar labdarúgó-válogatott mérkőzései 2020-ban
Ez a magyar labdarúgó-válogatott 2020-as mérkőzéseiről szóló cikk. A programban két Európa-bajnoki pótselejtező-mérkőzés, valamint hat Nemzetek Ligája-mérkőzés szerepel.
A Covid19-pandémia miatt az Eb-pótselejtezők dátuma is módosult és a 2020-as Európa-bajnokságot is egy évvel elhalasztotta az UEFA.
A november 12-i mérkőzésen Izland legyőzésével a válogatott kijutott az Európa-bajnokságra. A Nemzetek Ligájában a csoportjában első helyen végzett a válogatott, amivel feljutott a 2022–2023-as kiírás A ligájába.

## Eredmények
Győzelem
      Döntetlen
      Vereség
Az időpontok magyar idő szerint, zárójelben helyi idő szerint értendők.
944. mérkőzés – 2020–2021-es UEFA Nemzetek Ligája
| 2020. szeptember 3. 20:45 (21:45 UTC+2) |

| Törökország | 0–1                         | Magyarország   |
| ----------- | --------------------------- | -------------- |
|             | (0–0) Jegyzőkönyv Részletek | Szoboszlai 80' |

| Eylül stadion, Sivas Játékvezető: Artur Soares Dias |

945. mérkőzés – 2020–2021-es UEFA Nemzetek Ligája
| 2020. szeptember 6. 18:00 |

| Magyarország            | 2–3                         | Oroszország                             |
| ----------------------- | --------------------------- | --------------------------------------- |
| Sallai 62' Nikolics 70' | (0–2) Jegyzőkönyv Részletek | Mirancsuk 15' Ozdojev 33' Fernandes 45' |

| Puskás Aréna, Budapest Játékvezető: Maurizo Mariani |

946. mérkőzés – 2020-as labdarúgó-Európa-bajnokság (pótselejtezők)
| 2020. október 8. 20:45 (21:45 UTC+2) |

| Bulgária  | 1–3                         | Magyarország                      |
| --------- | --------------------------- | --------------------------------- |
| Jomov 89' | (0–1) Jegyzőkönyv Részletek | Orban 17' Kalmár 47' Nikolics 75' |

| Vaszil Levszki Nemzeti Stadion, Szófia Játékvezető: Szymon Marciniak (lengyel) |

947. mérkőzés – 2020–2021-es UEFA Nemzetek Ligája
| 2020. október 11. 20:45 |

| Szerbia | 0–1                         | Magyarország |
| ------- | --------------------------- | ------------ |
|         | (0–1) Jegyzőkönyv Részletek | Könyves 20'  |

| Rajko Mitić Stadion, Belgrád Játékvezető: Sandro Schärer (svájci) |

948. mérkőzés – 2020–2021-es UEFA Nemzetek Ligája
| 2020. október 14. 20:45 |

| Oroszország | 0–0                   | Magyarország |
| ----------- | --------------------- | ------------ |
|             | Jegyzőkönyv Részletek |              |

| VTB Aréna, Moszkva Játékvezető: Michael Oliver (angol) |

949. mérkőzés – 2020-as labdarúgó-Európa-bajnokság (pótselejtezők)
| 2020. november 12. 20:45 |

| Magyarország              | 2–1                         | Izland            |
| ------------------------- | --------------------------- | ----------------- |
| Nego 88' Szoboszlai 90+2' | (0–1) Jegyzőkönyv Részletek | G. Sigurðsson 11' |

| Puskás Aréna, Budapest Játékvezető: Björn Kuipers (holland) |

950. mérkőzés – 2020–2021-es UEFA Nemzetek Ligája
| 2020. november 15. 20:45 |

| Magyarország | 1–1                         | Szerbia      |
| ------------ | --------------------------- | ------------ |
| Kalmár 39'   | (1–1) Jegyzőkönyv Részletek | Radonjić 17' |

| Puskás Aréna, Budapest Játékvezető: Glenn Nyberg (svéd) |

951. mérkőzés – 2020–2021-es UEFA Nemzetek Ligája
| 2020. november 18. 20:45 |

| Magyarország          | 2–0                         | Törökország |
| --------------------- | --------------------------- | ----------- |
| Sigér 57' Varga 90+5' | (0–0) Jegyzőkönyv Részletek |             |

| Puskás Aréna, Budapest Játékvezető: Ivan Kružliak (szlovák) |

| Előző év: 2019 | A magyar labdarúgó-válogatott mérkőzései 2020 | Következő év: 2021 |

## Statisztikák
| Mérkőzés       | Mérkőzés | Mérkőzés | Mérkőzés | Mérkőzés | Mérkőzés | TUR–HUN     | HUN–RUS     | BUL–HUN     | SRB–HUN     | RUS–HUN     | HUN–ISL     | HUN–SRB     | HUN–TUR     |
| Mérkőzés       | Mérkőzés | Mérkőzés | Mérkőzés | Mérkőzés | Mérkőzés | NL          | NL          | Eb-póts.    | NL          | NL          | Eb-póts.    | NL          | NL          |
| Játékos        | Gól      |          |          |          | KM       | 2020.09.03. | 2020.09.06. | 2020.10.08. | 2020.10.11. | 2020.10.14. | 2020.11.12. | 2020.11.15. | 2020.11.18. |
| -------------- | -------- | -------- | -------- | -------- | -------- | ----------- | ----------- | ----------- | ----------- | ----------- | ----------- | ----------- | ----------- |
| Bese           | 0        | 0        | 0        | 0        | 0        |             |             |             |             |             |             |             |             |
| Botka          | 0        | 1        | 0        | 0        | 0        |             |             |             |             | Sárga lap   |             |             |             |
| Cseri          | 0        | 1        | 0        | 0        | 0        |             |             |             |             |             |             |             | Sárga lap   |
| Dibusz         | 0        | 1        | 0        | 0        | 0        |             |             |             |             |             |             |             | Sárga lap   |
| Fiola          | 0        | 2        | 0        | 0        | 0        | Sárga lap   |             |             |             | Sárga lap   |             |             |             |
| Gazdag         | 0        | 2        | 0        | 0        | 0        |             |             | Sárga lap   | Sárga lap   |             |             |             |             |
| Gulácsi        | 0        | 0        | 0        | 0        | 0        |             |             |             |             |             |             |             |             |
| Gyurcsó        | 0        | 1        | 0        | 0        | 0        |             |             |             |             |             |             |             | Sárga lap   |
| Hangya         | 0        | 0        | 0        | 0        | 0        |             |             |             |             |             |             |             |             |
| Holender       | 0        | 1        | 0        | 0        | 0        |             |             |             |             |             |             |             | Sárga lap   |
| Kalmár         | 2        | 1        | 0        | 0        | 0        |             |             | Gól         | Sárga lap   |             |             | Gól         |             |
| Könyves        | 1        | 0        | 0        | 0        | 0        |             |             |             | Gól         |             |             |             |             |
| Lang           | 0        | 2        | 0        | 0        | 0        | Sárga lap   |             | Sárga lap   |             |             |             |             |             |
| Lovrencsics G. | 0        | 0        | 0        | 0        | 0        |             |             |             |             |             |             |             |             |
| Nagy Á.        | 0        | 1        | 0        | 0        | 0        |             |             |             | Sárga lap   |             |             |             |             |
| Nego           | 1        | 0        | 0        | 0        | 0        |             |             |             |             |             | Gól         |             |             |
| Nikolics       | 2        | 0        | 0        | 0        | 0        |             | Gól         | Gól         |             |             |             |             |             |
| Orbán          | 1        | 0        | 0        | 0        | 0        |             |             | Gól         |             |             |             |             |             |
| Sallai         | 1        | 0        | 0        | 0        | 0        |             | Gól         |             |             |             |             |             |             |
| Schäfer        | 0        | 0        | 0        | 0        | 0        |             |             |             |             |             |             |             |             |
| Sigér          | 1        | 3        | 0        | 0        | 0        | Sárga lap   | Sárga lap   |             |             |             |             | Sárga lap   | Gól         |
| Szalai A.      | 0        | 3        | 0        | 0        | 0        |             |             |             | Sárga lap   | Sárga lap   | Sárga lap   |             |             |
| Szalai Á.      | 0        | 0        | 0        | 0        | 0        |             |             |             |             |             |             |             |             |
| Szoboszlai     | 2        | 0        | 0        | 0        | 0        | Gól         |             |             |             |             | Gól         |             |             |
| Varga K.       | 1        | 0        | 0        | 0        | 0        |             |             |             |             |             |             |             | Gól         |
| öngól          | 0        | 0        | 0        | 0        | 0        |             |             |             |             |             |             |             |             |
| Összesen       | 12       | 19       | 0        | 0        | 0        |             |             |             |             |             |             |             |             |

Jelmagyarázat:  = szerzett gólok;  = sárga lapos figyelmeztetés;  = egy mérkőzésen 2 sárga lap utáni azonnali kiállítás;  = piros lapos figyelmeztetés, azonnali kiállítás; X = eltiltás; KM = eltiltás miatt kihagyott mérkőzések száma